# Чамли, Джордж, 5-й маркиз Чамли
Джордж Горацио Чарльз Чамли, 5-й маркиз Чамли (англ. George Horatio Charles Cholmondeley, 5th Marquess of Cholmondeley; 19 мая 1883 — 16 сентября 1968) — британский пэр и военный, он носил титул учтивости — граф Росэвидж с 1883 по 1923 год. Он занимал должность лорда великого камергера Англии в 1936, а также в 1952—1966 годах.

## Личная жизнь
Джордж Чамли был прямым потомком сэра Роберта Уолпола, первого премьер-министра Великобритании. Он родился 19 мая 1883 года в замке Чамли, недалеко от Малпаса, графство Чешир. Старший сын Джорджа Чамли, 4-го маркиза Чамли (1858—1923), и Уинифред Иды Кингскот (1862—1938). За годы до того, как он унаследовал титул своего отца, он был известным игроком в теннис и поло.
Он также был авторитетом в области чистописания, отстаивая сценарий, который стал известен как «Курсив Чамли», и был первым президентом Общества курсивного почерка. В 1950 году он учредил премию Чамли, конкурс почерков между студентами Итона и Харроу. Винчестер присоединился к нам в 1952 году, и с тех пор школы продолжают ежегодные соревнования.

## Военная карьера
Джордж Чамли участвовал во Второй англо-бурской войне (1899—1901), служа «офицером железнодорожного штаба», сначала в Королевском Сассекском полку, а с октября 1901 года в качестве второго лейтенанта 9-го уланского полка. В 1905 году он получил звание лейтенанта 9-го уланского полка. Он был адъютантом вице-короля Индии и участвовал в Первой мировой войне, во время которой получил звание капитана в 9-м уланском полку.
16 марта 1923 года после смерти своего отца Джорджа Чамли унаследовал его титулы и владения, став 5-м маркизом Чамли и членом Палаты лордов Великобритании. В честь коронации 1953 года он был награжден Рыцарским Большим крестом Королевского Викторианского ордена.

## Земли и поместья
Семейными местами являются Хоутон-Холл, графство Норфолк, и замок Чамли, который окружен поместьем площадью 7500 акров (30 км2) недалеко от Малпаса, графство Чешир.
Чамли купили Венбаны близ Уодхерста в Сассексе в середине 1890-х годов. После крупных реставрационных работ в 1920—1930-х годах сообщалось, что деревенская ферма, расположенная всего в 50 милях (80 км) от Лондона, использовалась принцем Уэльским, который позже стал Эдуардом VIII, в качестве романтического места отдыха. Недвижимость была продана примерно во время кризиса отречения от престола в 1936 году и восшествия на престол Георга VI.

## Должность при дворе
Должность лорда великого камергера Англии была наследственной в семье маркизов Чамли. Эта наследственная честь перешла в семью маркизов Чамли в результате брака первого маркиза Чамли с леди Джорджианой Шарлоттой Берти, дочерью Перегрина Берти, 3-го герцога Анкастера и Кестевена. Второй, четвертый, пятый, шестой и седьмой обладатели маркизата все занимали этот пост.
5-й маркиз Чамли нес Королевский штандарт на коронации короля Георга VI в 1937 году.

## Семья
Богатство семьи Чамли значительно возросло благодаря браку Джорджа Чамли с Сибил Рейчел Бетти Сесиль Сассун (20 января 1894 — 26 декабря 1989), членом семьи Сассунов и семьи Ротшильдов, еврейских банковских семей, происходящих из Багдада, Индии, Германии и Франции. Она была наследницей своего брата сэра Филиппа Сассуна (1888—1939). Пара поженилась 6 августа 1913 года, и у них родились двое сыновей и одна дочь:
- Леди Алина Кэролайн Чамли (5 октября 1916 — 30 июня 2015)
- Джордж Генри Хью Чамли, 6-й маркиз Чамли (24 апреля 1919 — 13 марта 1990), старший сын и преемник отца[15][16]
- Лорд Джон Джордж Чамли (15 ноября 1920 — октябрь 1986). В 1957 году женился на Марии Кристине Солари (1927—2017), от брака с которой у него было двое детей.

Его правнук — британский актер Джек Хьюстон.